# Kostel Navštívení Panny Marie (Závod)
Gotický kostel Navštívení Panny Marie, který byl později renesančně upraven se nachází na hřbitově v severní části obce Závod, spadající do okresu Malacky  v Bratiskavském kraji. Kostel patří mezi nejhodnotnější památky na jižním Záhorí a od 14. září roku 1963 se řadí mezi kulturní památky. Je ve vlastnictví Římskokatolické církve na Slovensku, ve správě Římskokatolické farnosti Závod.

## Historie

### 14.–17. století
Kostel byl podle literatury a místní tradice postaven v roce 1339. Na tento rok odkazuje i nápis 1339 na hliněné tabulce zavěšené v podvěží kostela. Během povstání Štěpána Bočkaje byl však zničen a to zásadně. Renovační práce byly ukončeny v roce 1622, kdy byl kostel nově zaklenut, vymalován a zasvěcen patronovi obce – archanděli Michaelovi. Svěcení provedl biskup Ján Pyber, jak uvádí písemný dokument o posvěcení kostela, který byl vložen do oltáře spolu s relikviemi svatého Ambrože a svatého Kolomana. Ze stejného roku pocházely i fragmenty nástěnných maleb, které se však spolu s původním oltářem nedochovaly. Farnost byla v obci Závod založena v roce 1630.

### 18.–20. století
V druhé polovině 18. století, konkrétně v roce 1777 byla provedena rekonstrukce kostela kvůli zchátralé stavu. Byl postaven nový oltář v klasicistním stylu s festony, rozetami a pilastry, na kterém se nacházely barokní sochy. Celkově měl kostel tři dřevěné oltáře. Velký, oltář svatého Michala, který byl pozlacený, barevný a malovaný s dřevěnými sochami svatého Bartoloměje a svatého Matěje a nahoře se nacházely čtyři dřevěné sochy andělů. Druhý oltář svatého Jana Nepomuckého zčásti pozlacený a také barevný s dřevěnými sochami svatého Řehoře papeže, svatého Ambrože biskupa, svatého Jana evangelisty a svatého Jana Křtitele. Třetí byl oltář Sedmibolestné Panny Marie, pozlacený, barevný se sochami dvou andělů, Marie Salomey, Máří Magdalény a do dřeva vytesaný nápis: JESUS – HOMO – SALVATOR (JEŽÍŠ – ČLOVĚK – SPASITEL). Na dřevěných vyřezávaných sloupech s parapetem na kterém jsou dochované renesanční malby světic a světců je postaven dřevěný varhanní chór, který se do lodi otevírá třemi arkádami přičemž střední arkáda je širší. 
Křtitelnice byla kamenná, ozdobena dřevěnou korunou a železnými plíšky. Nezachovaly se varhany, sochy, oltáře ani zvony. V roce 1897 byl postaven nový, větší kostel v novogotickém slohu a funkce starého kostela se změnila na kapli. Zároveň byl nový kostel znovu zasvěcený Michalovi archanděli což znamenalo, že se musela najít náhrada starému a tak byl zasvěcen svátku Navštívení Panny Marie. Původní oltářní obraz sv. Michala archanděla byl přesunut do nového kostela a nahrazen obrazem Piety, který je v kostele dodnes.
Během první světové války byly armádou kostelu odebrány dva staré zvony a v obci zůstal jediný malý zvon v novém kostele. V roce 1923 byly obci Závod zhotoveny tři zvony z nichž jeden putoval do starého kostela. Všechny tři zvony byly vysvěceny Msgr. Andrejem Hlinkou. Během druhé světové války si vojáci na kostelní věži vytvořili pozorovatelnu, kvůli čemuž se stal terčem útoku a byl opět poškozen. Hned po skončení války se uskutečnily jen nejdůležitější opravy. Rozsáhlejší oprava kostela se uskutečnila v roce 1949, další práce na kostele byly převedeny až v roce 1992, přičemž proběhla restaurace soch a oltáře v kostele. Po ukončení prací byl kostel vykraden, přičemž byly ukradeny dvě významné sošky s velkou historickou hodnotou, které se i přes odhalení pachatelů do kostela už nevrátily. Do roku 1997 byly dokončeny všechny vnější a vnitřní práce, ale v roce 1999 byl kostel opět vykraden. Ukraden byl obraz Ukřižovaného, obraz svatého Michala Archanděla a dřevěná procesní socha Božského Srdce.

### Současnost
V současnosti kostel slouží jako pohřební kaple.

## Popis stavby

### Exteriér
Kostel ve svých odstupňovaných architektonických hmotách představuje jednolodní stavbu s gotickou půdorysnou osnovou, která je ve východní části ukončena kněžištěm, ke kterému je přistavena sakristie. Na západě je kostel ukončen představěnou věží, která je zastřešená vysokým osmiúhelníkovým jehlanem z betonu. Střecha byla původně pokryta šindelem. Loď a kněžiště mají sedlové střechy pokryté betonovými taškami. Sakristie je zastřešená pultovou střechou rovněž pokrytou betonovými taškami. Fasády kostela jsou bez plastické výzdoby členěné opěrnými pilíři. Přistavěná sakristie má na východní straně malé obdélníkové okno a na západní straně samostatný vstup. Kněžiště má na jižní a jihovýchodní straně dvě obdélníková okna, která jsou ukončena plným obloukem. Loď má na severní straně jedno a na jižní straně dvě okna, opět zaklenutá plným obloukem. Na jižní straně je také umístěn mezi dvěma pilíři vstup do kostela. Věž jejíž čtyřúhelníkový půdorys se v 2/3 výšky mění na tvar osmiúhelníku má na západní straně vstupní portál s lomeným obloukem. Výše nad vstupem se nacházejí dva vertikální otvory umístěné nad sebou. V horní části věže se nacházejí na čtyřech stěnách obdélníkové otvory s půlkruhovým ukončením. Střecha věže je ve vrcholu ukončena křížem na kovové báni. Kostel je vystavěn z cihel, fasáda je hladce omítnuta a natřená na bílo, barevně je odlišen jen sokl šedé barvy, který obíhá po obvodu celého kostela. Na věži je sokl vytvořen odskokem zdiva a na zbytku stavby ho tvoří silnější vrstva omítky.

### Interiér
Uvnitř je kostel zaklenut valenou lunetovou klenbou, pocházející z dob první rekonstrukce kostela. Sakristie je zaklenuta křížovou klenbou. Dřevěný strop pod chórem, na který vedou schody pocházející z dob první rekonstrukce (roku 1622), je kazetový, vyzdobený renesančními ornamenty, který tvoří rozviliny. Výtvarná výzdoba v kostele pocházející z roku 1622 je zachována pouze ve fragmentálním stavu. Pomalované plochy se nacházejí na klenbě kněžiště a na širokém pásu stěny vítězného oblouku v pohledu od lodi, kde je ve vrcholu znázorněna kompozice dvou andělů. Na ploše klenby nad chórem je zachován medailon postavy světce – pravděpodobně se jedná o svatého Pavla apoštola. V současnosti jsou malby zatřené vápennou omítkou za účelem jejich konzervace. Hlavní oltář představuje zlacenou klasicistní skladbu složenou z pilastrů, které nesou prohnuté kladí s Božím okem. Pod hlavním oltářním obrazem, který je situován uprostřed se nachází svatostánek s volutami po bocích. Po bocích hlavního oltáře se nacházejí sochy, které byly dodatečně instalovány. Na místě hlavního oltářního obrazu je v současnosti obraz od místního rodáka Pavla Žáka. Obraz Piety zobrazuje sedící Bolestnou Pannu Marii s Kristem na kolenou. Nad vstupem do sakristie se nachází barokní obraz ukřižovaného Krista na kříži, pod kterým by měla klečet Marie Magdaléna. Na levé straně od oltáře se nacházejí v lunetě plastiky světic mezi nimiž se nachází velký dřevěný kříž. Po bocích oltáře jsou dvě barokní plastiky světců, kteří mají pohledy upřené vzhůru. Jedna z plastik by měla podle charakteristických znaků představovat svatého Bartoloměje. Současné kostelní lavice vyhotovil místní truhlář Jozef Egl.

## Zajímavosti
- Na zvonu vyrobeném v roce 1923 je nápis: Panna Mária Cellenská oroduj za nás! Našej milej matičke Cellenskej obetuje Ján Boll farár, slečna Mária Iser, Mária Molnár. Liaty v Trnave a Kurbel. Prefekta 1923 [1]
- Podle místních obyvatel se pod oltářem nacházejí hroby několika kněží.

## Fotogalerie

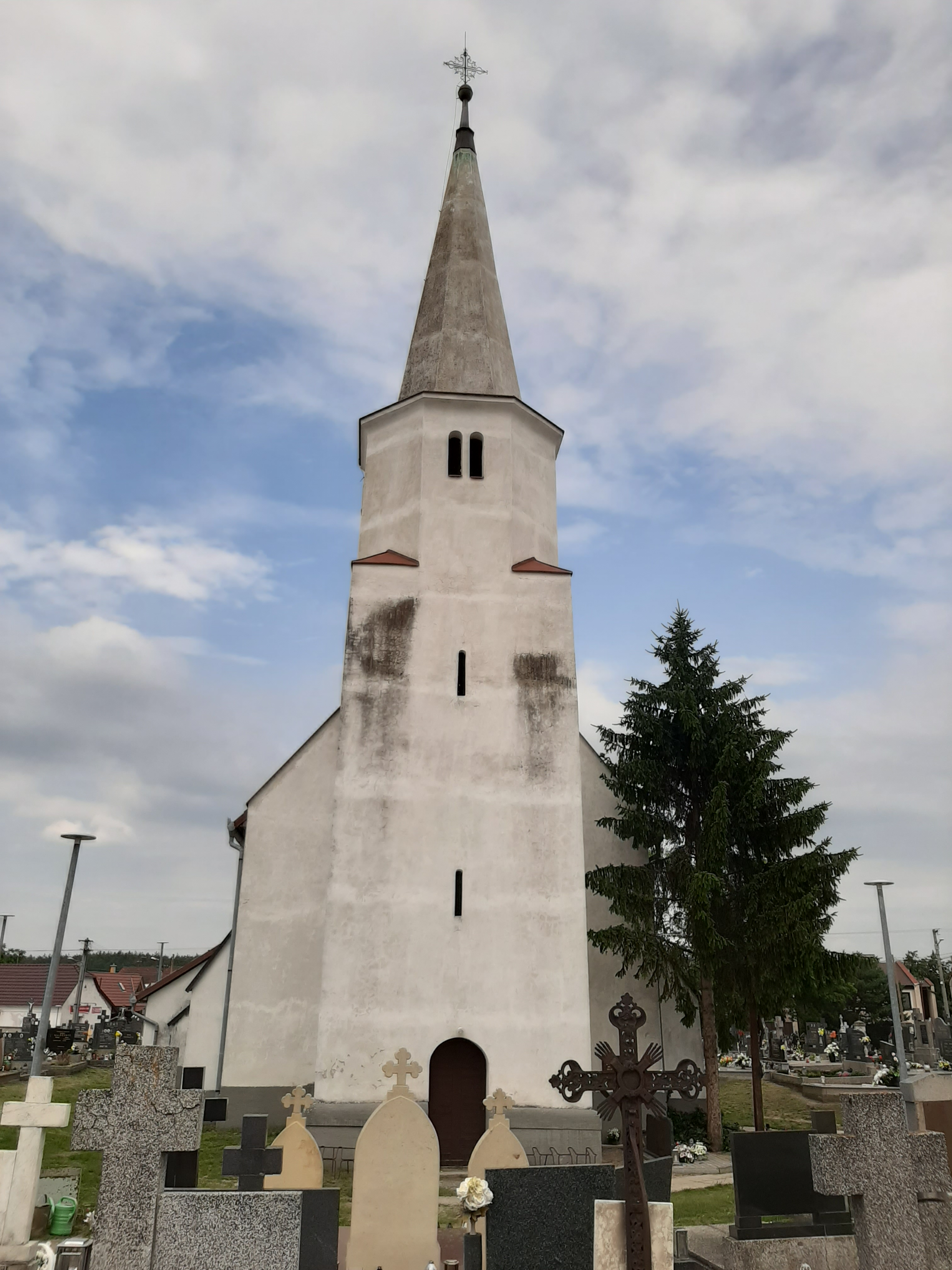
Kostel - pohled od západu
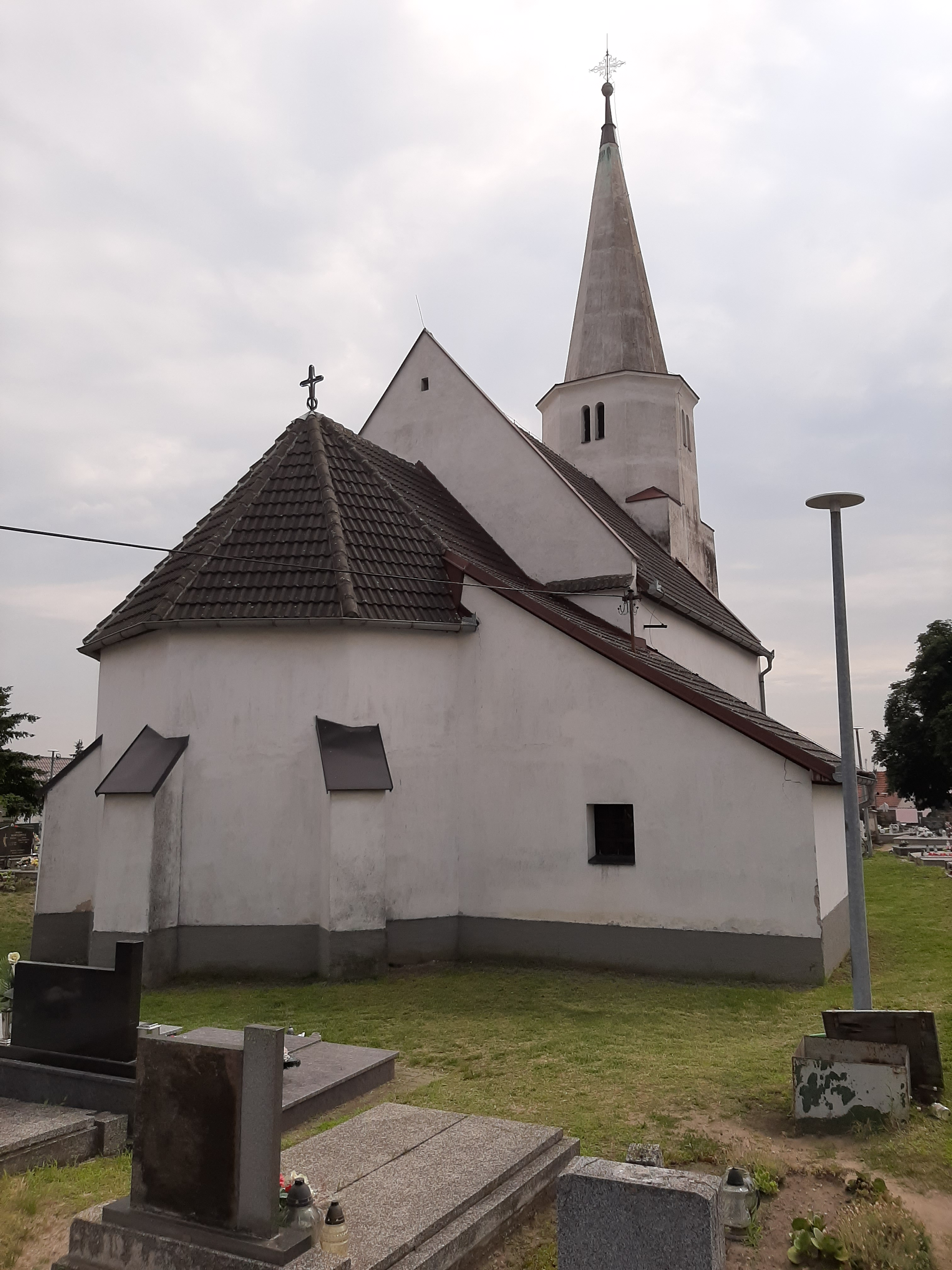
Kostel - pohled od východu
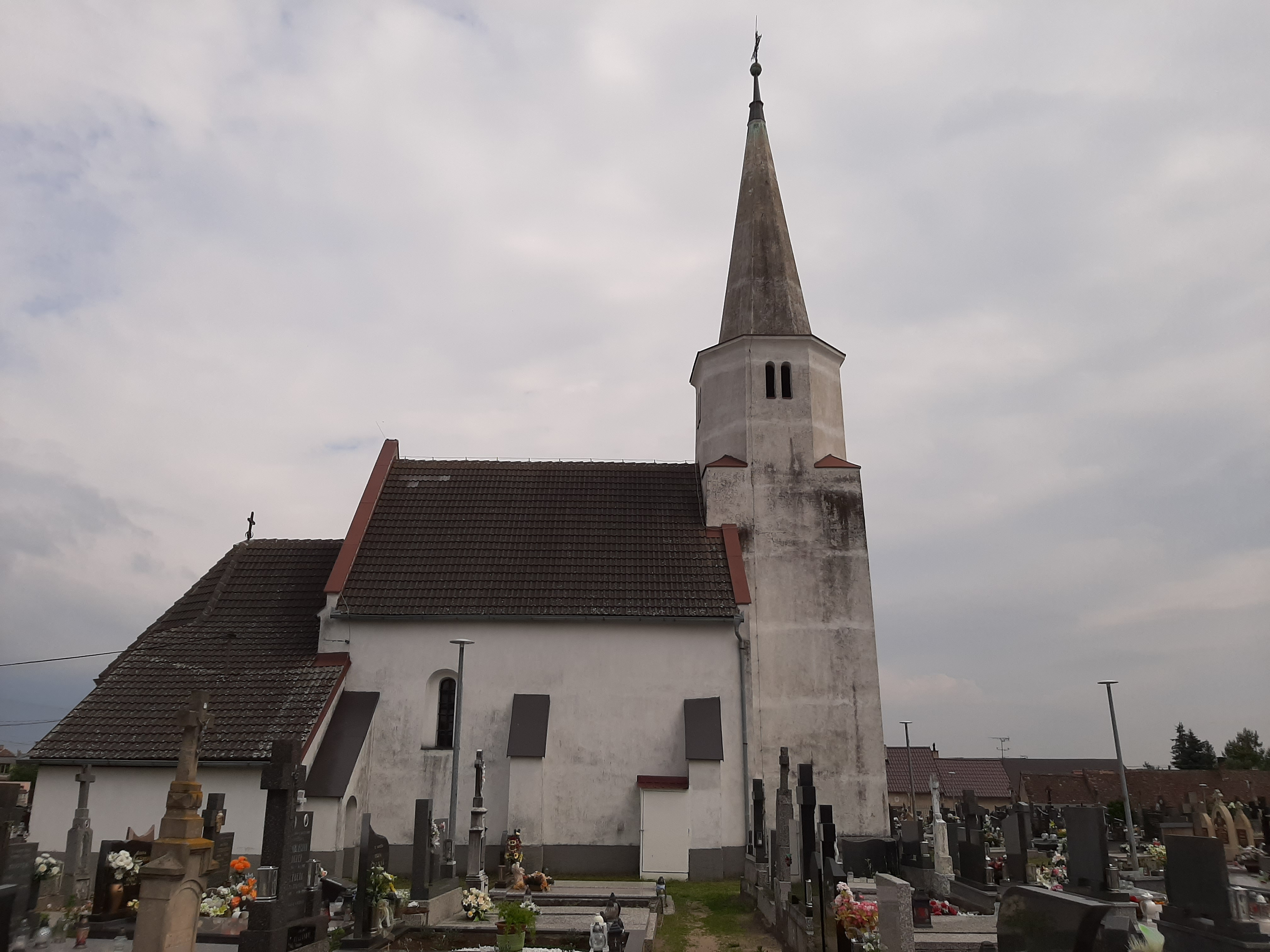
Kostel - pohled od severu
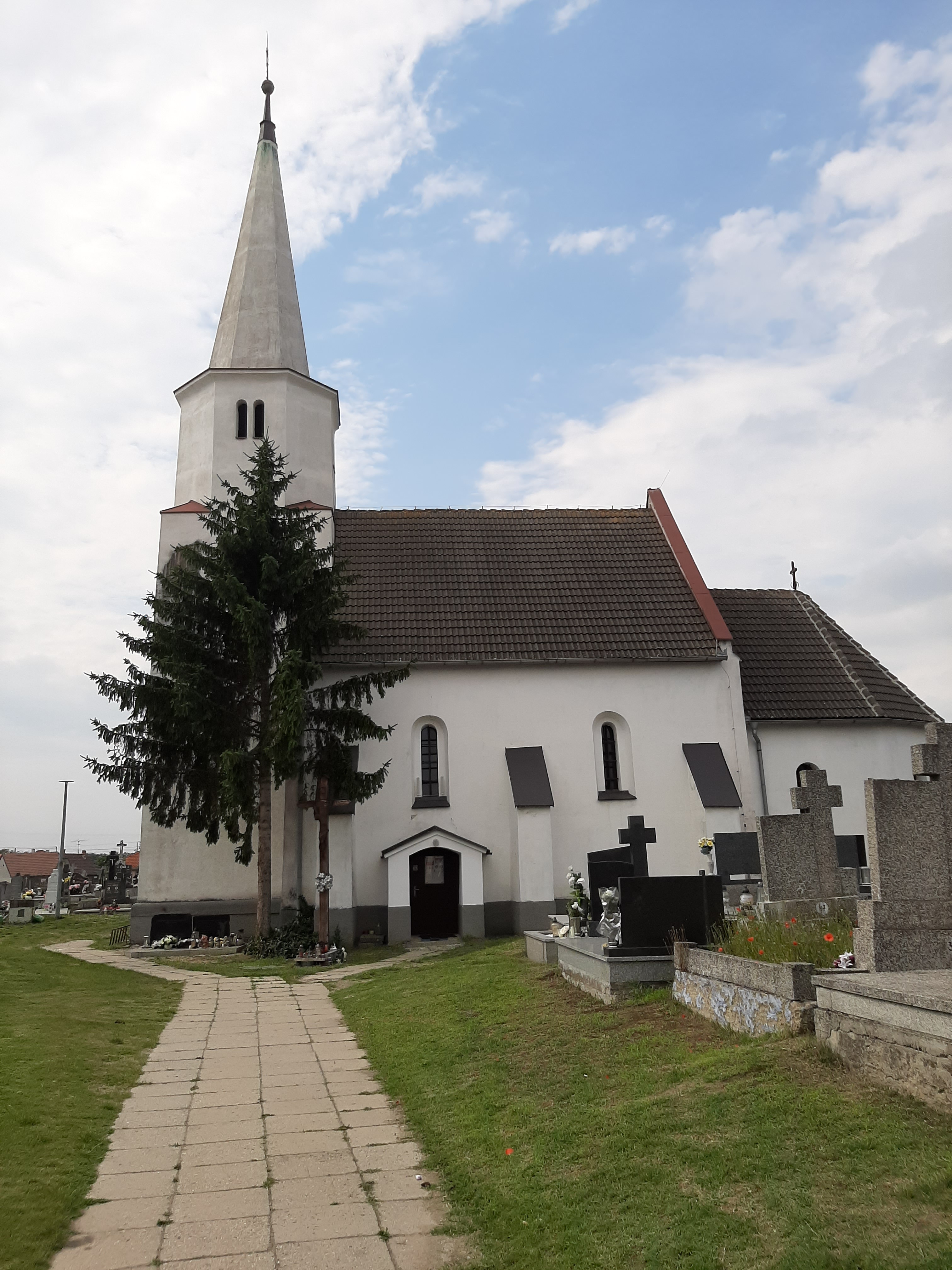
Kostel - pohled od jihu
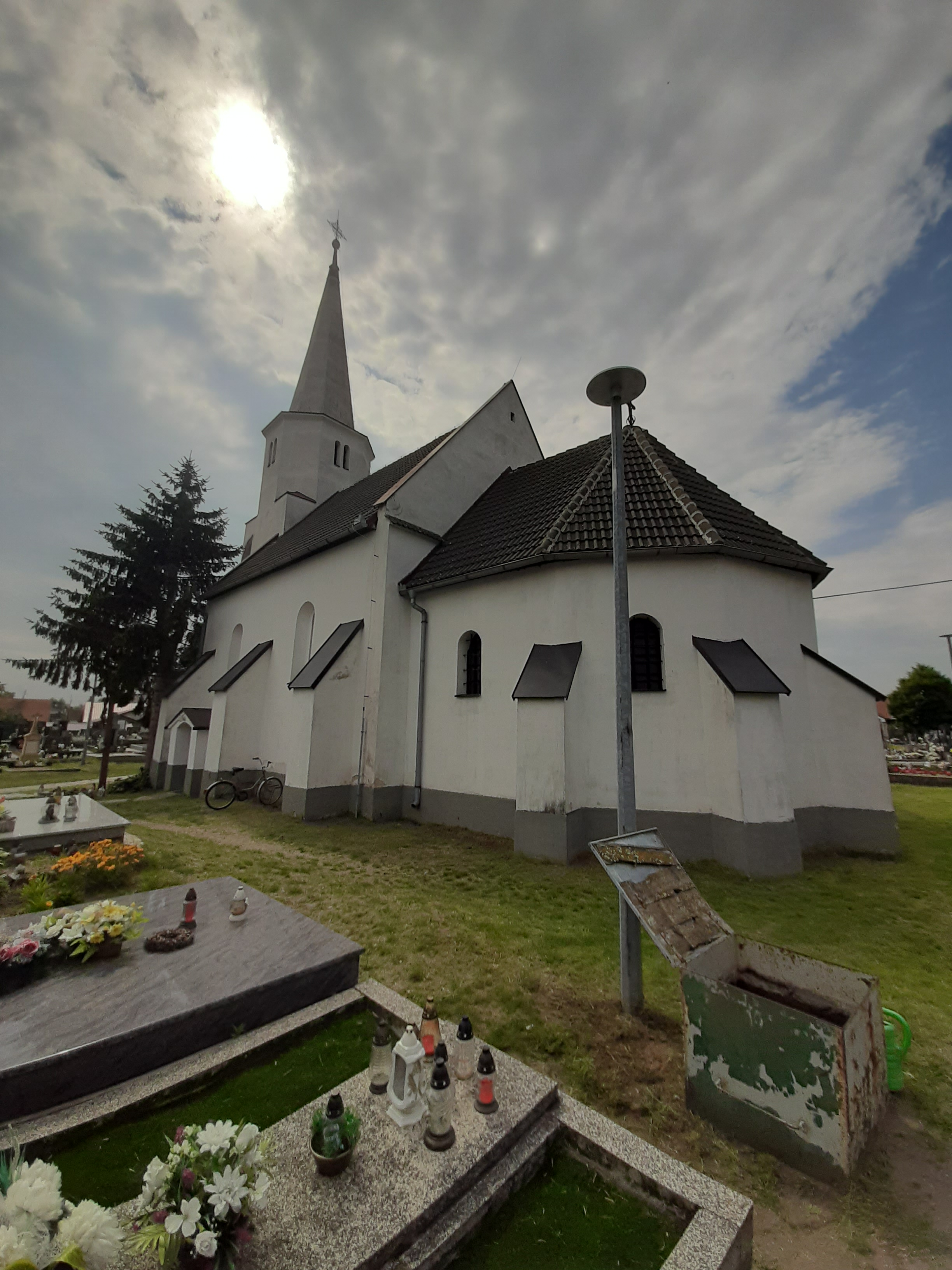
Kostel - pohled od jihovýchodu
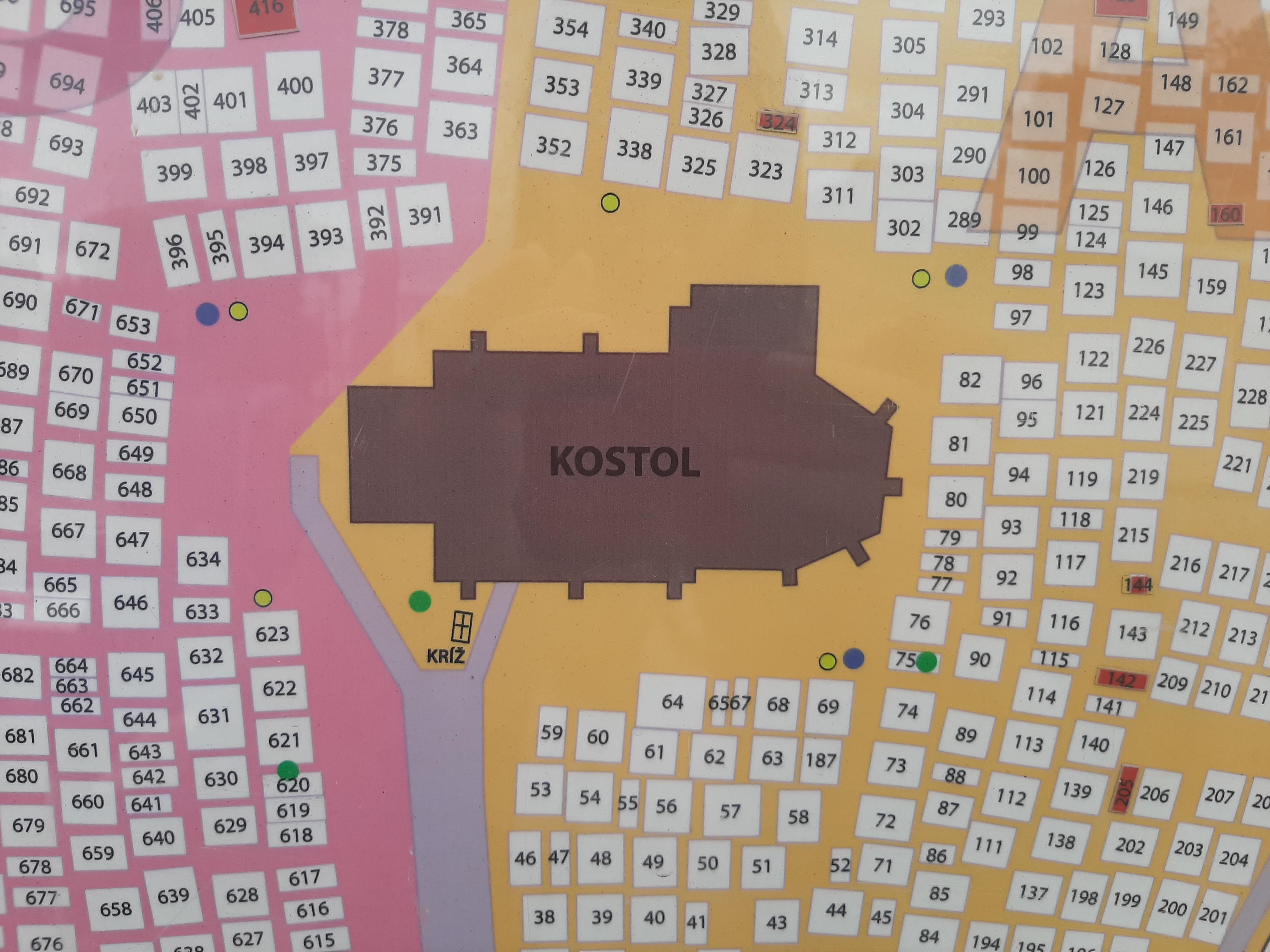
Půdorys kostola
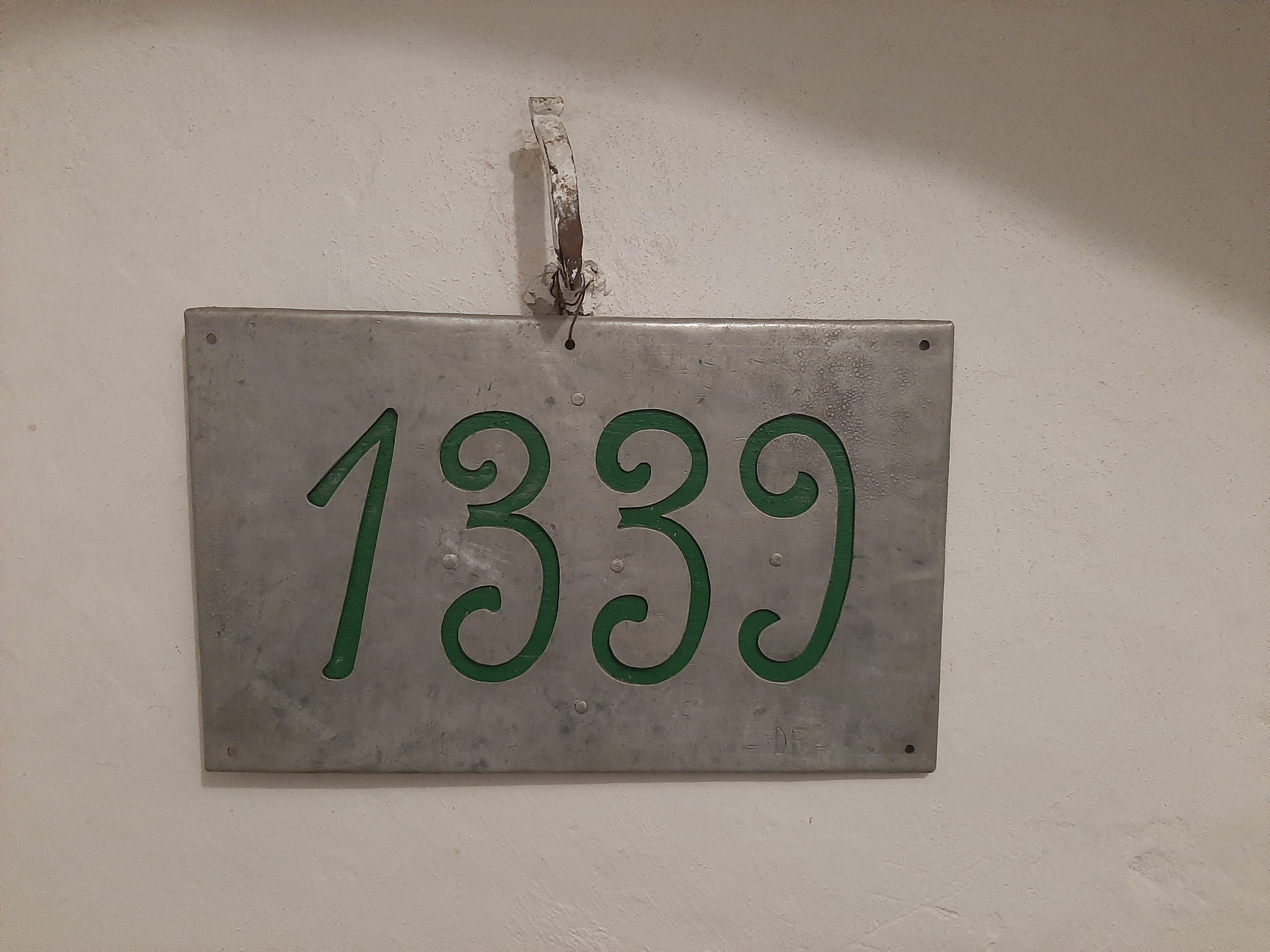
Tabulka v podveží s letopočtem 1339
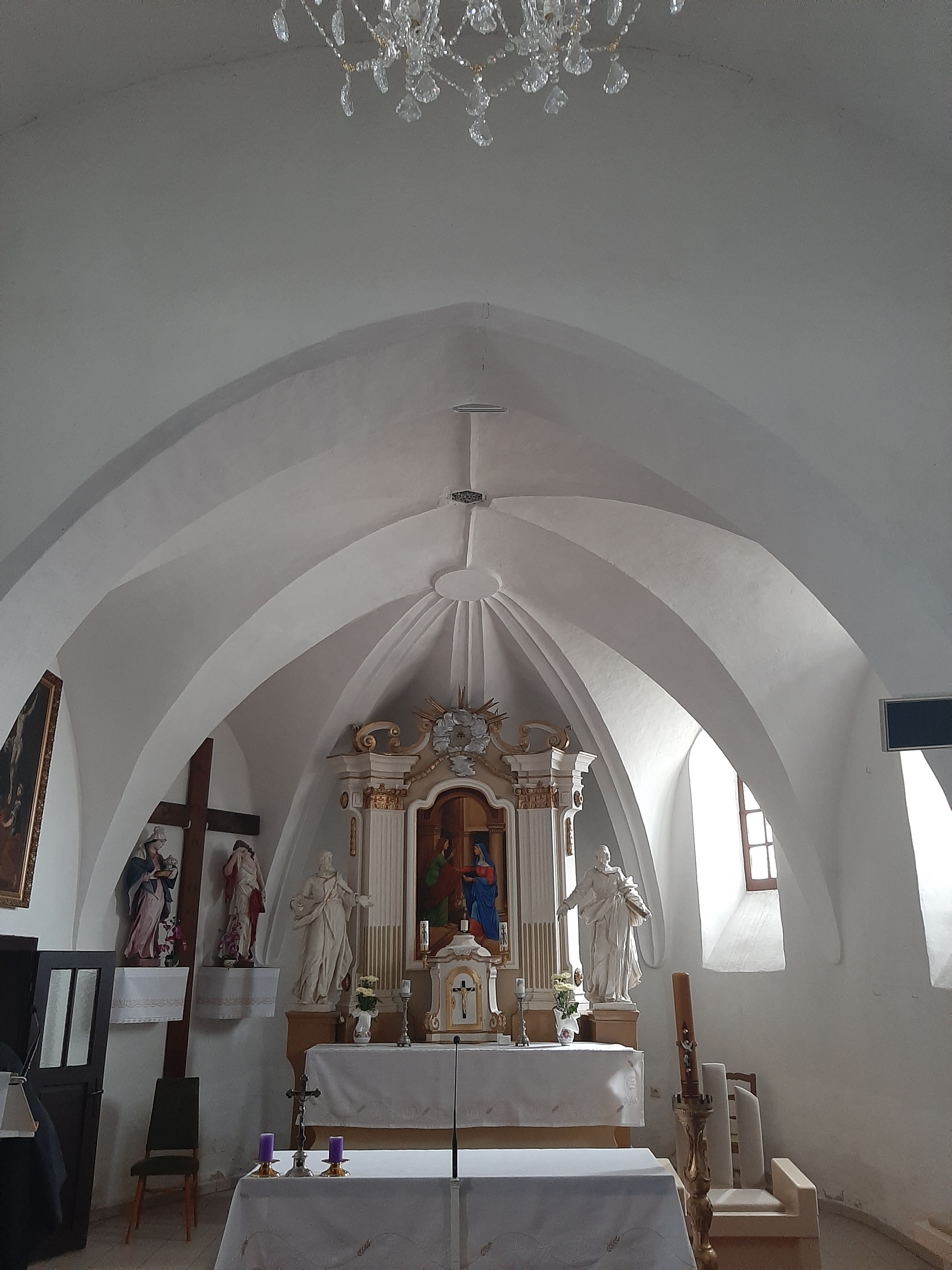
Pohled na oltář a klenbu kostola
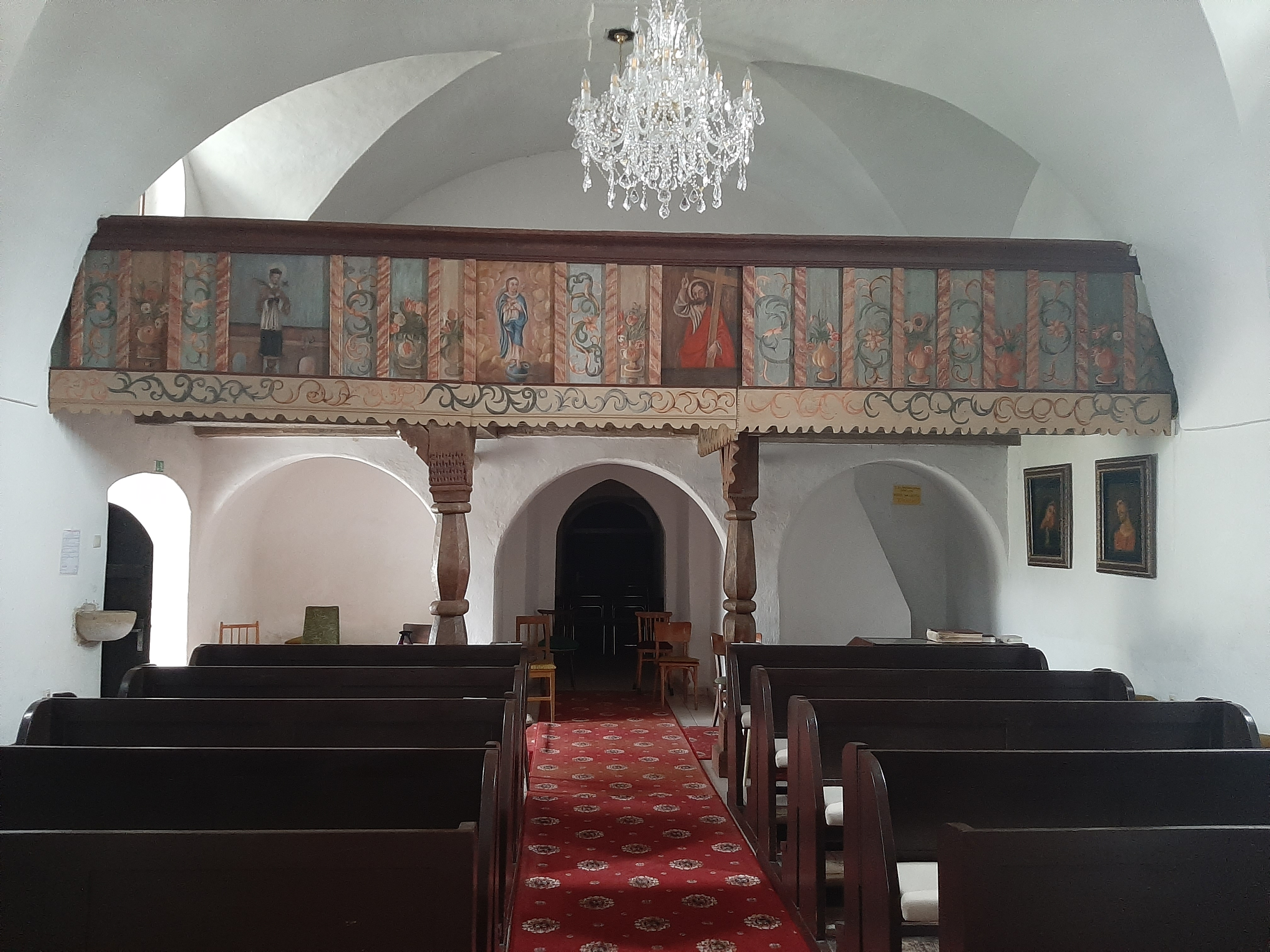
Pohled na chór
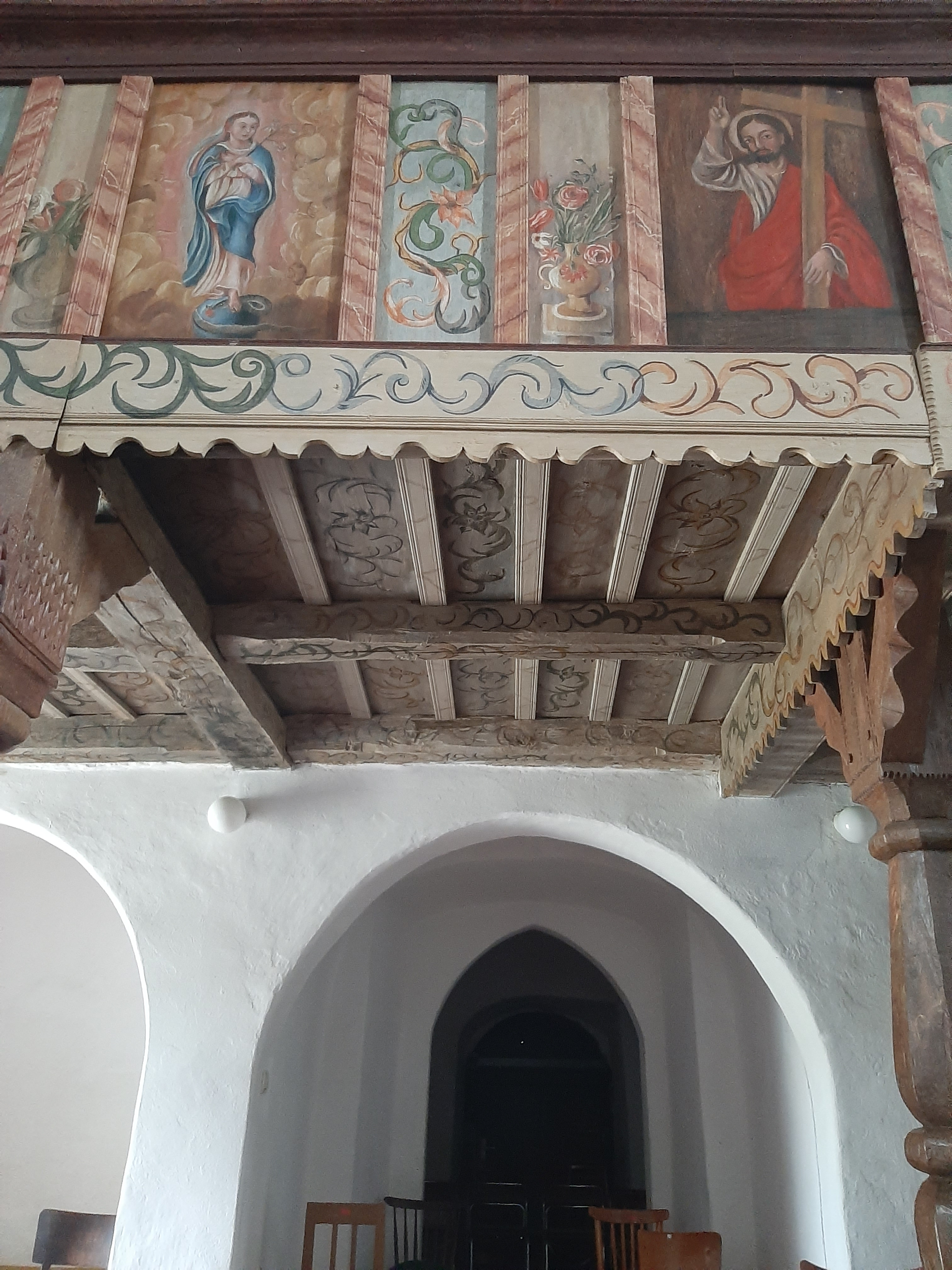
Zachované malované ornamenty na chóru
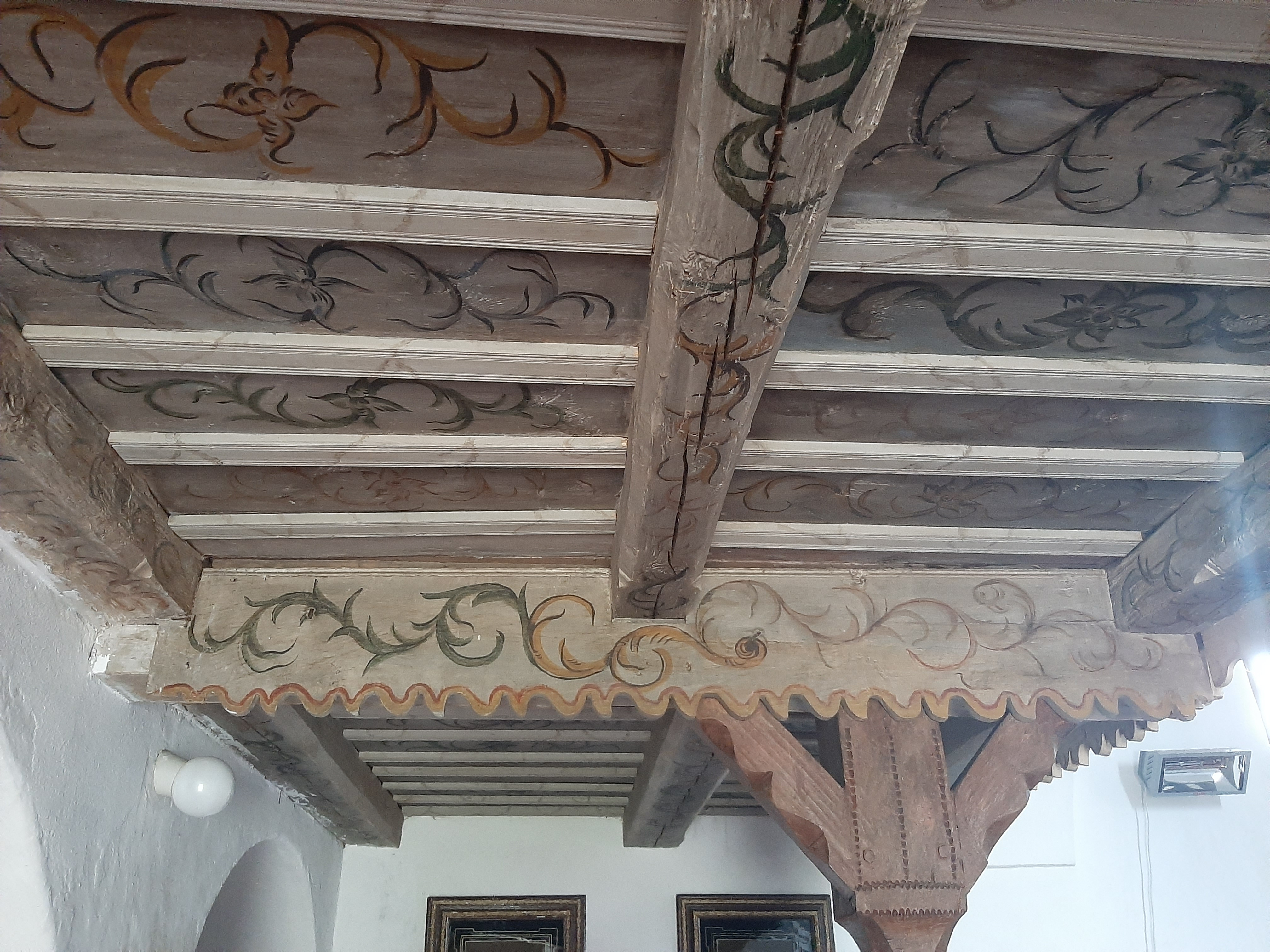
Zachované malované ornamenty na chóru
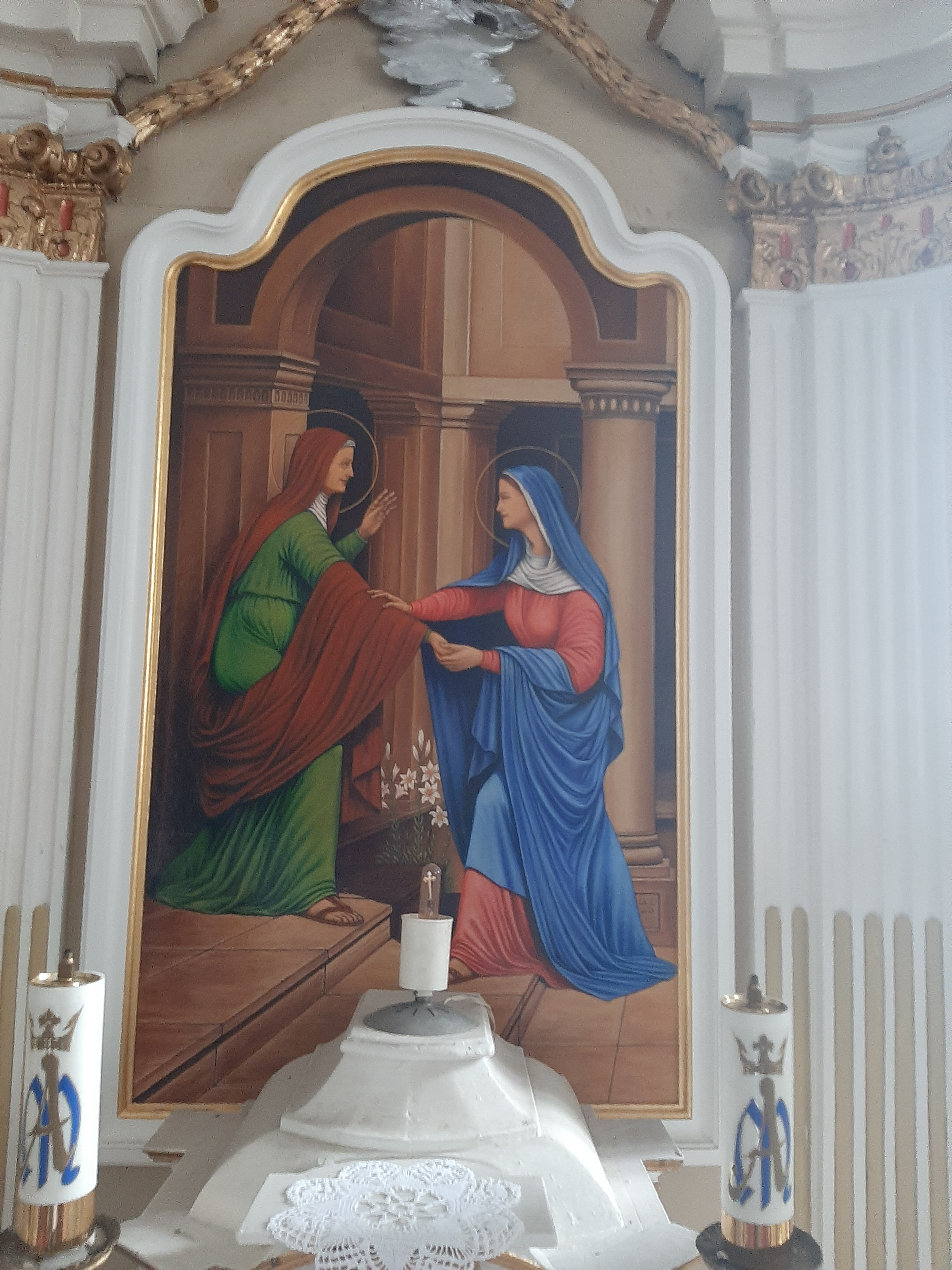
Nový oltářní obraz od Pavla Žáka
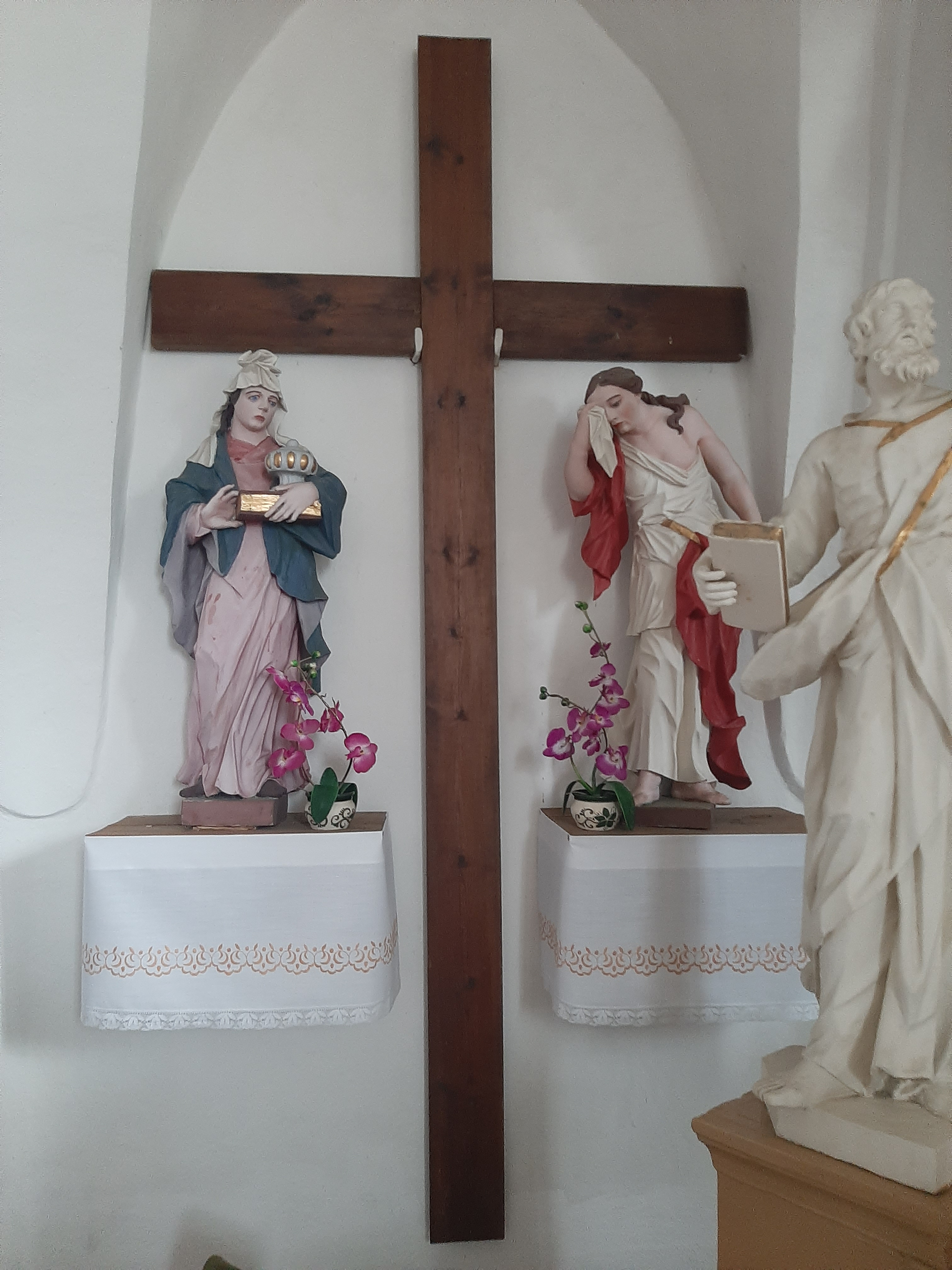
Kříž se sochami světic
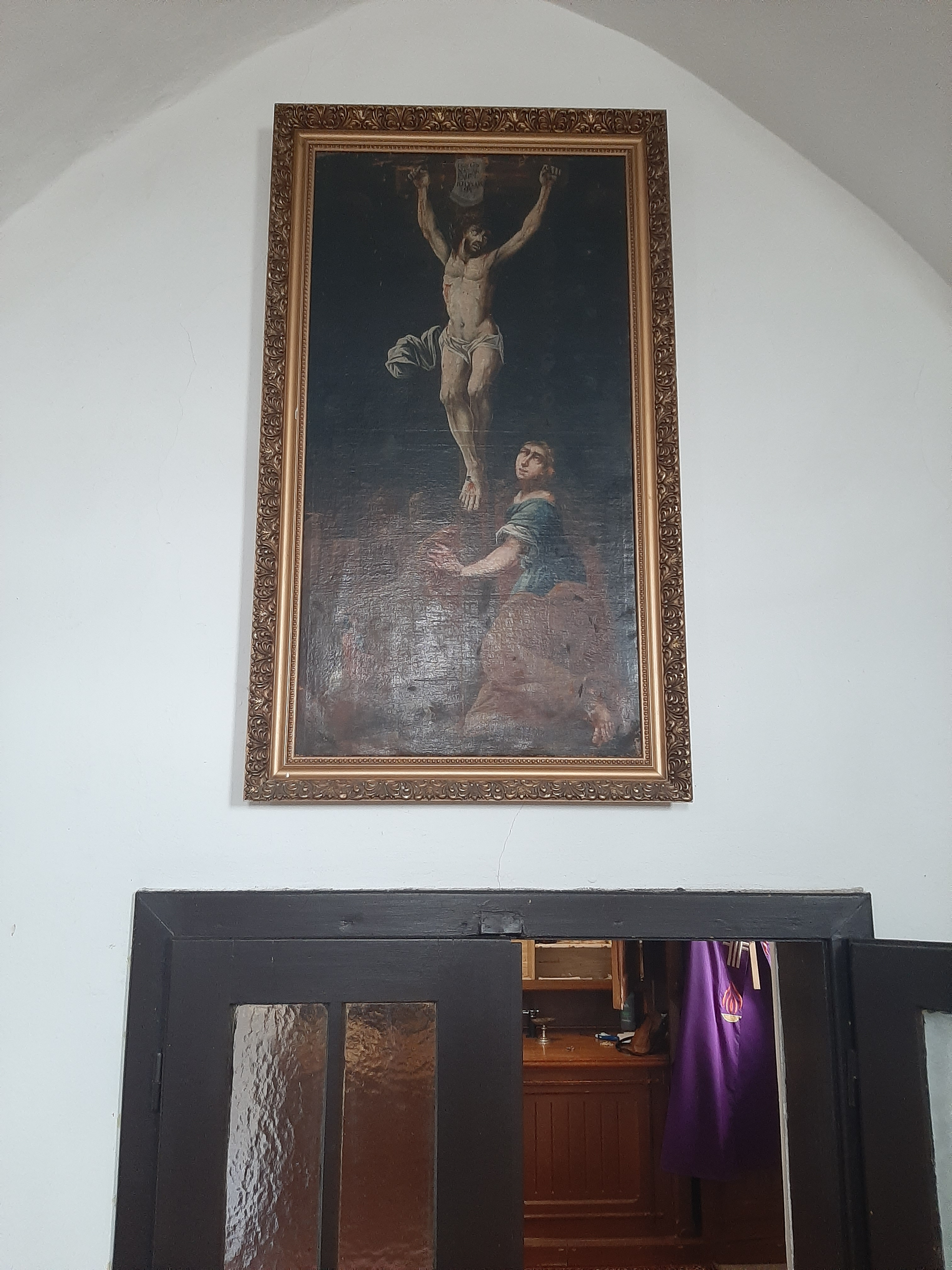
Obraz Krista nad vstupem do sakristie
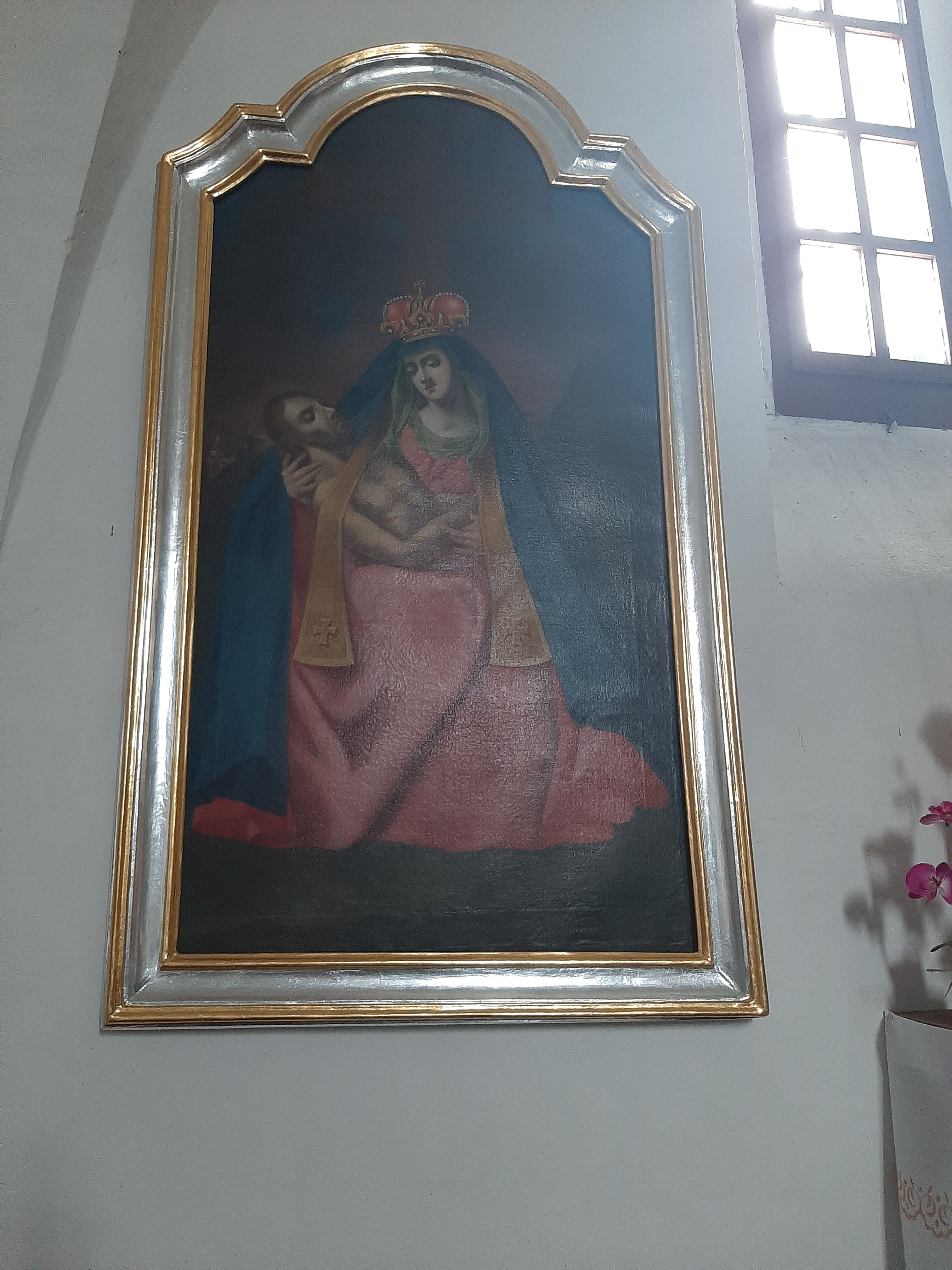
Pieta - bývalý oltářní obraz
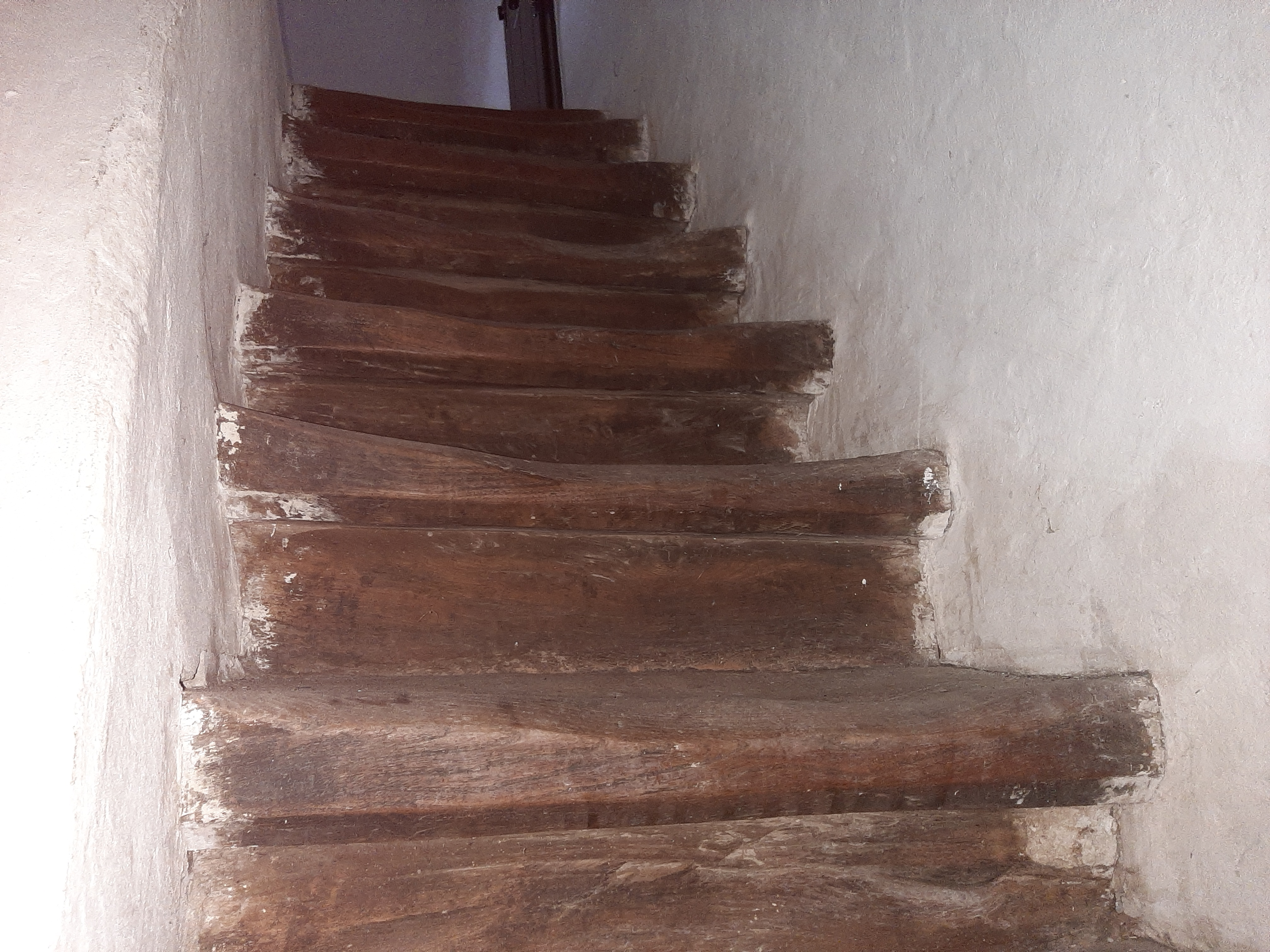
Schody vedoucí na chór